# Tazza Maltija 2011-2012
La Tazza Maltija 2011-2012 è stata la 75ª edizione della coppa nazionale maltese. La competizione è iniziata l'8 settembre 2011 ed è terminata il 27 maggio 2012. Gli Hibernians hanno vinto la coppa per la nona volta, battendo in finale il Qormi.

## Primo turno
Le partite si sono giocate tra l'8 e l'11 settembre 2011.
| Squadra 1               | Risultato   | Squadra 2          |
| ----------------------- | ----------- | ------------------ |
| Qrendi                  | 2 - 1       | Għajnsielem        |
| Mtarfa                  | 1 - 0       | Xghajra Tornadoes  |
| Swieqi Utd              | 0 - 5       | Xewkija Tigers     |
| Ghaxaq                  | 1 - 2       | Pembroke Athleta   |
| Xagħra Utd              | 6 - 0       | Kalkara            |
| Mdina Knights           | 8 - 1       | Għarb Rangers      |
| S.K. Victoria Wanderers | 2 – 0       | St. Lawrence Spurs |
| Kerċem Ajax             | 0 – 1       | Nadur Youngsters   |
| Marsa                   | 1 – 2       | Fgura Utd          |
| Sannat Lions            | 4 – 1       | Sirens             |
| Mġarr                   | 4 - 2 (dts) | Oratory Youths     |

## Secondo turno
Le partite si sono giocate tra il 12 e il 20 novembre 2011.
| Squadra 1          | Risultato        | Squadra 2               |
| ------------------ | ---------------- | ----------------------- |
| Lija Athletic      | 2 - 2 (5 - 4dtr) | St. Andrews             |
| Attard             | 1 - 3            | Vittoriosa Stars        |
| Nadur Youngsters   | 1 - 2            | Victoria Hotspurs       |
| St. Patrick FC     | 1 - 0            | Marsaskala              |
| Senglea Athletic   | 6 - 0            | Żebbuġ Rangers          |
| Dingli Swallows    | 5 - 1            | Qrendi                  |
| Fgura Utd          | 2 – 3            | Msida Saint-Joseph      |
| San Ġwann          | 2 – 1            | Santa Venera            |
| Mtarfa             | 0 – 5            | St. George's            |
| Kirkop United      | 3 – 1            | Naxxar Lions            |
| Gżira Utd          | 0 - 0 (4 - 3dtr) | S.K. Victoria Wanderers |
| Pietà Hotspurs     | 5 – 1            | St. Lucia               |
| Xagħra Utd         | 0 – 1            | Siggiewi                |
| Xewkija Tigers     | 2 – 1            | Mdina Knights           |
| Sannat Lions       | 1 – 2            | Għargħur                |
| Żejtun Corinthians | 3 – 0            | Mġarr                   |
| Mellieħa           | 0 - 0 (4 - 2dtr) | Melita                  |
| Rabat Ajax         | 3 – 1            | Birzebbuga St. Peters   |
| Luqa               | 2 - 2 (4 - 2dtr) | Żurrieq                 |
| Gudja Utd          | 1 - 1 (1 - 2dtr) | Pembroke Athleta        |

## Terzo turno
Le partite si sono giocate il 18, 19 e 20 dicembre 2011.
| Squadra 1          | Risultato        | Squadra 2         |
| ------------------ | ---------------- | ----------------- |
| Mellieħa           | 0 - 0 (4 - 3dtr) | Siggiewi          |
| Ħamrun Spartans    | 3 – 1            | Dingli Swallows   |
| San Ġwann          | 3 - 5            | Marsaxlokk        |
| Għargħur           | 0 - 2            | St. George's      |
| Żejtun Corinthians | 1 - 2            | Balzan Youths     |
| Kirkop United      | 0 - 3            | Rabat Ajax        |
| Gżira Utd          | 0 – 1            | Qormi             |
| Hibernians         | 5 – 3            | Pembroke Athleta  |
| Luqa               | 1 – 6            | Floriana          |
| Birkirkara         | 4 – 0            | Vittoriosa Stars  |
| Msida Saint-Joseph | 0 – 1            | Mosta             |
| Lija Athletic      | 6 – 0            | Victoria Hotspurs |
| Tarxien Rainbows   | 0 – 3            | Pietà Hotspurs    |
| Xewkija Tigers     | 3 – 0            | Senglea Athletic  |
| Mqabba             | 2 – 4            | Sliema Wanderers  |
| Żabbar St. Patrick | 0 – 2            | Valletta          |

## Quarto turno
Le partite si sono giocate il 21 e il 22 gennaio 2012.
| Squadra 1        | Risultato         | Squadra 2       |
| ---------------- | ----------------- | --------------- |
| Marsaxlokk       | 1 – 5             | Pietà Hotspurs  |
| Balzan Youths    | 0 – 1             | Floriana        |
| Mellieħa         | 0 – 5             | Qormi           |
| Sliema Wanderers | 2 – 5             | Valletta        |
| Mosta            | 3 – 1             | Xewkija Tigers  |
| Rabat Ajax       | 0 – 5             | Hibernians      |
| St. George's     | 1 – 1 (5 – 4 dtr) | Lija Athletic   |
| Birkirkara       | 2 – 3             | Ħamrun Spartans |

## Quarti di finale
Le partite si sono giocate il 25 e il 26 febbraio 2012.
| Squadra 1       | Risultato   | Squadra 2    |
| --------------- | ----------- | ------------ |
| Pietà Hotspurs  | 0 – 1 (dts) | Qormi        |
| Hibernians      | 1 – 0       | Floriana     |
| Ħamrun Spartans | 3 – 1       | St. George's |
| Valletta        | 3 – 1       | Mosta        |

| Arbitro: | Christopher Lautier |

|  |           |                   |
|  | Marcatori | 120’ Caio Suguino |

| Arbitro: | Marco Borg |

|                   |           |  |
| Failla 86’ (rig.) | Marcatori |  |

| Arbitro: | Mario Apap |

|                                              |           |             |
| Hartvig 20’ Anderson Ribeiro 41’ Spiteri 90’ | Marcatori | 72’ Bonello |

| Arbitro: | Alan Mario Sant |

|                                     |           |              |
| Čekulajevs 3’ 72’ Mifsud 27’ (rig.) | Marcatori | 43’ Obiefule |

## Semifinali
| Squadra 1  | Risultato | Squadra 2       |
| ---------- | --------- | --------------- |
| Qormi      | 4 – 3     | Valletta        |
| Hibernians | 2 – 1     | Ħamrun Spartans |

| Arbitro: | Trustin Farrugia Cann |

|                                       |           |                                 |
| J. Farrugia 7’ Jorginho 44’, 58’, 89’ | Marcatori | 8’, 79’ (rig.) Denni 33’ Scerri |

| Arbitro: | Fyodor Zammit |

|                               |           |                    |
| Rodolfo Soares 30’ Pisani 73’ | Marcatori | 82’ (rig.) Shields |

## Finale
| Arbitro: | Marco Borg |

|                   |           |                                 |
| J. Farrugia 90+5’ | Marcatori | 30’ (rig.) Falilla 43’ 47’ Lima |